# Diego Pereda
Diego Pereda (1574-1634) foi um prelado católico romano que serviu como bispo auxiliar de Toledo (1621-1634).

## Biografia
Diego Pereda nasceu em 1574 e foi ordenado sacerdote nos Oblatos da Sabedoria. No dia 17 de março de 1621, foi nomeado durante o papado de Gregório XV como Bispo Auxiliar de Toledo e Bispo Titular de Sidon. Ele foi consagrado bispo a 5 de setembro de 1621. Serviu como Bispo Auxiliar de Toledo até à sua morte em 1634. Enquanto bispo, foi o principal co-consagrador de Juan Martínez de Peralta, Bispo de Tui (1621); e Bernardino de Sena, Bispo de Viseu (1631).